# Frederikssund Vikingespil
Frederikssund Vikingespil er en forening, der hver sommer siden 1952 har opført udendørs teaterforestillinger med udgangspunkt i vikingetiden. Forestillingerne bliver opført på den store friluftsscene ved vikingebopladsen på Kalvøen i Frederikssund af mere end 300 vikinger, der på og uden for scenen yder en indsats i alskens funktioner.
Det første vikingespil, Kong Skjold, blev opført i 1952 af skuespilleren og instruktøren, Per Buckhøj. Der er lavet en film om begivenheden: Frederikssund - Vikingernes by. Mange instruktører har instrueret et eller flere vikingespil, heriblandt Poul Reichhardt med Kæmpen Starkad i 1965 og Jan Linnebjerg med Gorm og Thyra i 2005. Herudover har brødrene Pierre og Martin Miehe-Renard instrueret flere gange siden 1999. Andre skuespillere medvirket som fx Jørgen Buckhøj, Lars Ranthe og Annie Birgit Garde.
Frederikssund Vikingespil har flere gange opført deres teaterstykker i udlandet: i Island, Japan, Spanien, Skotland, England, Argentina, Syrien, Ungarn og Polen med særligt tilrettelagte vikingespil.
Frederikssund Vikingeboplads blev skabt, fordi deltagerne i Frederikssund Vikingespil ønskede at udvide vikingeaktiviteterne med en historisk korrekt rekonstrueret landsby. Projektet begyndte i 1994 og står i dag som et lille frilandsmuseum.
Der er bygget fem grubehuse og et langhus samt en plankevej og en anløbsbro.
Hvert år under Vikingespillene afholdes der et stort sommermarked i premiereweekenden, hvor markedsvikinger fra ind- og udland vækker vikingetiden til live for en stund. Her er det muligt at handle sig til ægte vikingevarer og opleve den autentiske stemning, der præger markedet.

## Vikingespil[1]
- 1952: Kong Skjold
- 1953: Roar og Helge
- 1954: Rolf Krake
- 1955: Regnar Lodbrog
- 1956: Amled
- 1957: Amled
- 1958: Uffe hin Spage
- 1959: Kæmpen Starkad
- 1960: Roar og Helge
- 1961: Amled
- 1962: Kong Skjold
- 1963: De Skuldelev Skibe
- 1964: Leif den Lykkelige
- 1965: Kæmpen Starkad
- 1966: Amled
- 1967: Hagbard og Signe
- 1968: De Skuldelev Skibe
- 1969: Hakon Jarl hin Rige
- 1970: Roar og Helge
- 1971: Hagbard og Signe
- 1972: Uffe hin Spage
- 1973: Amled
- 1974: Rolf Krake
- 1975: Hakon Jarl
- 1976: Hagbard og Signe
- 1977: Kvadet om Bjovulf
- 1978: Amled
- 1979: Kæmpen Starkad
- 1980: Regnar Lodbrog
- 1981: Helga den Fagre
- 1982: Knud den Hellige
- 1983: Bjørn hin Blodige
- 1984: Amled
- 1985: Hagbard og Signe
- 1986: Trællenes gilde
- 1987: Udfærd
- 1988: Regnar Lodbrog
- 1989: Bjørn hin Blodige
- 1990: Palnatoke
- 1991: Amled
- 1992: Leif den Lykkelige
- 1993: Kong Snie
- 1994: Hagbard og Signe
- 1995: Hroar og Helge
- 1996: Rolf Krake
- 1997: Kraka og Regnar Lodbrog
- 1998: Sigurd Fafnersbane
- 1999: Nornespind
- 2000: Amled
- 2001: Skjold og Mø
- 2002: Holger Harehjerte
- 2003: Brokk´s besværgelse
- 2004: Leif den lykkelige
- 2005: Gorm og Thyra
- 2006: Harald Blåtand
- 2007: Svend Tveskæg
- 2008: Rolf Krake
- 2009: Kæmpen Starkad
- 2010: Arnulf Fenrisfrænde
- 2011: Arnulf Ulveblod
- 2012: Holger Harehjerte
- 2013: Hagbard og Signe
- 2014: Ravn Dronningesøn
- 2015: Hroar og Helge
- 2016: Sagnet om Helga
- 2017: Harald Blåtand
- 2018: Heids Hævn
- 2019: Uffe Vermundssøn
- 2020: Skjoldunge (aflyst pga. Covid-19)
- 2021: Amled
- 2022: Skjoldunge